# Liste der Monuments historiques in Jainvillotte
Die Liste der Monuments historiques in Jainvillotte führt die Monuments historiques in der französischen Gemeinde Jainvillotte auf.

## Liste der Objekte
| Bezeichnung                     | Beschreibung                                                 | Standort                       | Kennzeichnung | Schutzstatus | Datum | Bild |
| ------------------------------- | ------------------------------------------------------------ | ------------------------------ | ------------- | ------------ | ----- | ---- |
| Skulptur Heilige Magdalena      | Kalkstein, farbig gefasst, erste Hälfte des 16. Jahrhunderts | in der Kirche St-Michel (Lage) | PM88001528    | Inscrit      | 2007  |      |
| Retabel Kreuzigung              | Stein, 16. Jahrhundert                                       | in der Kirche St-Michel (Lage) | PM88000468    | Classé       | 1908  |      |
| Skulpturengruppe Anna Selbdritt | Stein, farbig gefasst, 16. Jahrhundert                       | in der Kirche St-Michel (Lage) | PM88001193    | Classé       | 2008  |      |
| Retabel Geburt Christi          | Stein, 16. Jahrhundert                                       | in der Kirche St-Michel (Lage) | PM88000469    | Classé       | 1908  |      |
| Skulptur Heiliger Christophorus | Stein, 15. Jahrhundert                                       | in der Kirche St-Michel (Lage) | PM88000470    | Classé       | 1930  |      |
| Skulptur Johannes der Täufer    | Kalkstein, erste Hälfte des 16. Jahrhunderts                 | in der Kirche St-Michel (Lage) | PM88001194    | Classé       | 2008  |      |